# Selenipedium
Genre
Classification phylogénétique
Selenipedium est un genre de plantes à fleurs de la famille des Orchidaceae, de la sous-famille des Cypripedioideae, comptant 6 espèces terrestres d'Amazonie, toutes menacées d'extinction
.

## Liste d'espèces
- Selenipedium aequinoctiale Garay (1978). : Équateur
- Selenipedium chica
- Selenipedium isabelianum Barb.Rodr. (1874) : Brésil
- Selenipedium palmifolium (Lindl.) : Brésil
- Selenipedium steyermarkii Foldats (1961). : Brésil, Venezuela)
- Selenipedium vanillocarpum  : découvert en 2001 dans les montagnes du Brésil.